# Gaetano Antoniazzi
Gaetano Antoniazzi (* 7. August 1825 in Cremona; † 1. August 1897 in Mailand) war ein italienischer Geigenbauer. Er dominierte mit seinen Söhnen Riccardo und Romeo, sowie mit dem von diesen ausgebildeten Leandro Bisiach senior den italienischen Geigenbau des frühen und mittleren 20. Jahrhunderts.

## Leben und Werk
Gaetano Antoniazzi wurde im August 1825 in Cremona geboren. Er erlernte das Geigenbauerhandwerk in der Werkstatt der Cerutis. 1870 ließ sich Antoniazzi in Mailand nieder und transferierte das Geigenbauwissen von Enrico und Giovanni Battista Ceruti dorthin. Erst ab diesem Moment finden sich von ihm selbst signierte Instrumente. Mailand wurde so zu einer Hochburg des Geigenbaus. In diesem Umfeld erhielten zahlreiche italienische Geigenbauer wie Gaetano Sgarabotto, Giuseppe Ornati, Ferdinando Garimberti, Igino Sderci, Rocchi Sesto, Cipriano Briani, Giuseppe Pedrazzini, Camillo Mandelli, Ferriccio Varagnolo, Camillo Colombo, Vincenzo Cavani, Pietro Paravicini, Albert Moglie, Andrea Bisiach, Carlo Bisiach, Pietro Borghi, Mirco Tarasconi, Leandro (Junior) und Giacomo Bisiach, Iginio Siega und Carlo Ferrario eine herausragende Ausbildung.
Gaetanos Arbeit ist gut, originell und spontan, aber nicht immer sehr vorsichtig ausgeführt. Der Lack ist gelbbraun oder manchmal rotbraun gefärbt. Seine Geigenzettel waren in der Regel handgeschrieben.